# Recopa Africana 1987
La Recopa Africana 1987 es la 13.ª edición de este torneo de fútbol a nivel de clubes de África organizado por la CAF y que contó con la participación de 35 equipos campeones de copa de sus respectivos países, 3 menos que en la edición anterior.
El Gor Mahia FC de Kenia venció en la final al Espérance de Túnez en la final para ser el primer equipo de Kenia en ganar un título continental y cortar la racha de 5 títulos consecutivos que llevaban los equipos de Egipto.

## Ronda Preliminar
| Equipo 1     | Agr.         | Equipo 2         | Ida | Vuelta |
| ------------ | ------------ | ---------------- | --- | ------ |
| LDF          | 2-2 (5-3 p.) | Mbabane Swallows | 1-1 | 1-1    |
| Stade Malien | w.o.1        | Real Republicans |     |        |
| Libya        | w.o.2        | Bafatá           |     |        |

- 1: El Real Republicans abandonó el torneo.
- 2: El Libya FC fue descalificado.

## Primera Ronda
| Equipo 1                 | Agr.         | Equipo 2           | Ida | Vuelta |
| ------------------------ | ------------ | ------------------ | --- | ------ |
| Abiola Babes             | w.o.1        | CD Elá Nguema      |     |        |
| Al-Merreikh              | 3-0          | Blue Bats FC       | 1-0 | 2-0    |
| Olympique Kakandé        | 1-7          | Dragons de l'Ouémé | 0-3 | 1-4    |
| ASF Douanes              | 3-4          | ASEC Mimosas       | 2-0 | 1-4    |
| Estrela Vermelha         | 0-4          | Nchanga Rangers    | 0-1 | 0-3    |
| ASC Garde Nationale      | 1-7          | Espérance de Tunis | 1-3 | 0-4    |
| Highlanders FC           | 1-1 (2-5 p.) | Miembeni           | 1-0 | 0-1    |
| Interclube               | 1-3          | Vital'O            | 1-1 | 0-2    |
| LPRC Oilers              | 1-1 (v.)     | Entente II         | 1-1 | 0-0    |
| Marine Club FC           | 0-5          | Gor Mahia          | 0-2 | 0-3    |
| Mukura Victory Sports FC | 1-6          | Al-Tersana         | 1-1 | 0-5    |
| Okwahu United            | 3-1          | AS Kalamu          | 2-0 | 1-1    |
| LDF                      | 3-4          | Fortior Mahajanga  | 3-2 | 0-2    |
| Rail Douala              | 1-2          | USM Libreville     | 1-0 | 0-2    |
| Stade Malien             | 0-5          | FAR Rabat          | 0-1 | 0-4    |
| WKF Collo                | w.o.2        | SC Bafatá          |     |        |

- 1: El Elá Nguema abandonó el torneo
- 2: El Sporting Clube de Bafatá abandonó el torneo.

## Segunda Ronda
| Equipo 1           | Agr.         | Equipo 2           | Ida | Vuelta |
| ------------------ | ------------ | ------------------ | --- | ------ |
| Abiola Babes       | 2-2 (4-2 p.) | ASEC Mimosas       | 2-0 | 0-2    |
| Al-Merrikh         | 1-1 (v.)     | Gor Mahia          | 1-1 | 0-0    |
| Al-Tersana         | 0-2          | Espérance de Tunis | 0-0 | 0-2    |
| Dragons de l'Ouémé | 1-1 (4-2 p.) | USM Libreville     | 1-0 | 0-1    |
| Entente II         | 2-0          | Okwahu United      | 2-0 | 0-0    |
| Fortior Mahajanga  | 3-4          | Nchanga Rangers    | 2-2 | 1-2    |
| Miembeni           | 1-4          | Vital'O            | 0-1 | 1-3    |
| WKF Collo          | 4-7          | FAR Rabat          | 3-2 | 1-5    |

## Cuartos de final
| Equipo 1           | Agr. | Equipo 2           | Ida | Vuelta |
| ------------------ | ---- | ------------------ | --- | ------ |
| Dragons de l'Ouémé | 2-1  | Vital'O            | 2-0 | 0-1    |
| FAR Rabat          | 2-3  | Espérance de Tunis | 1-0 | 1-3    |
| Gor Mahia          | 4-1  | Entente II         | 4-1 | 0-0    |
| Nchanga Rangers    | 2-3  | Abiola Babes       | 1-1 | 1-2    |

## Semifinales
| Equipo 1           | Agr. | Equipo 2           | Ida | Vuelta |
| ------------------ | ---- | ------------------ | --- | ------ |
| Abiola Babes       | 1-2  | Espérance de Tunis | 1-0 | 0-2    |
| Dragons de l'Ouémé | 2-3  | Gor Mahia          | 0-0 | 2-3    |

## Final
| Equipo 1           | Agr.     | Equipo 2  | Ida | Vuelta |
| ------------------ | -------- | --------- | --- | ------ |
| Espérance de Tunis | 3-3 (v.) | Gor Mahia | 2-2 | 1-1    |

## Campeón
| Recopa Africana 1987 |
| -------------------- |
| Bandera de Kenia     |
| Gor Mahia 1º título  |